# Comparative Aircraft Flight Efficiency Foundation
Die Comparative Aircraft Flight Efficiency Foundation (Kurz: CAFE Foundation) ist eine US-amerikanische nicht gewinnorientierte Gesellschaft zur Förderung der Ökonomie von Privatflugzeugen mit Sitz in Santa Rosa (Kalifornien). 
Dazu führt die Gesellschaft eigene Messungen und Wettbewerbe aus. Für die Messungen wurden eigene Messgeräte und Software entwickelt. Die Gesellschaft wird dabei von der NASA, AOPA und der EAA unterstützt.
Im Gründungsjahr 1981 wurde das erste CAFE 250-Rennen über 250 Meilen ausgelobt, bei dem mit einer festgelegten Kraftstoffmenge die größtmögliche Transportleistung bewertet wird. 1982 wurde das CAFE 400 Rennen erstmals ausgeführt, die Strecke betrug 400 Meilen. Die Bewertung erfolgte nach der Regel Geschwindigkeit x Flugweite x Nutzlast und einer entsprechenden Gewichtung. Das Rennen erregte internationale Aufmerksamkeit und hat eine Reihe so ungewöhnlicher oder revolutionärer Flugzeugentwürfen wie die Rutan Catbird hervorgebracht. Die Rennen wurden zu Beginn der 1990er Jahre eingestellt, da das Preisgeld von nur 2000 US-$ keine nennenswerte Anreize mehr bot.
1986 wurde erstmals der CAFE-Triaviathon-Wettbewerb ausgetragen, bei dem Höchstgeschwindigkeit, Steigrate und Überziehgeschwindigkeit bewertet werden.
2005 wurde zusammen mit der NASA ein Personal Air Vehicle Centennial Challenge ausgeschrieben, ein mit 250,000 US-$ dotierter Preis für besonders einfach zu bedienende und effiziente Privatflugzeuge.

## Weblink
- Homepage